# Verbascum tenuicaule
Verbascum tenuicaule är en flenörtsväxtart som först beskrevs av Svante Samuel Murbeck, och fick sitt nu gällande namn av Huber-morath. Verbascum tenuicaule ingår i släktet kungsljus, och familjen flenörtsväxter. Inga underarter finns listade i Catalogue of Life.